# Charlotte Stewart
Charlotte Stewart (Yuba City, 27 de fevereiro de 1941) é uma atriz estadunidense. Tornou-se conhecida por seu papel Miss Beadle em Little House on the Prairie e participações em produções surreais do cineasta David Lynch.

## Filmografia
- 1972: Die Waltons
- 1974: Little House on the Prairie
- 1977: Eraserhead
- 1980: UFOria
- 1981: Buddy Buddy
- 1990: Tremors
- 1992: Twin Peaks
- 2001: Tremors 3: Back to Perfection